# Peromyscus gymnotis
Peromyscus gymnotis és una espècie de mamífer rosegador de la família dels cricètids. Viu a altituds d'entre 0 i 1.675 msnm a El Salvador, Guatemala, Hondures, Mèxic i Nicaragua. Els seus hàbitats naturals són els boscos perennifolis de gran altura, les parts riberenques dels boscos caducifolis, els boscos secundaris i els cafetars amb ombra. Està amenaçat per l'extensió de l'agricultura i el turisme. El seu nom específic, gymnotis, significa ‘orella nua’ en llatí.